# Mus callewaerti
Mus callewaerti är en däggdjursart som först beskrevs av Thomas 1925.  Mus callewaerti ingår i släktet Mus och familjen råttdjur. IUCN kategoriserar arten globalt som livskraftig. Inga underarter finns listade i Catalogue of Life.
Arten blir 84 till 97 mm lång (huvud och bål), har en 43 till 46 mm lång svans och 12 till 17 mm långa bakfötter. Pälsen på ovansidan bildas av hår som är mörkgrå nära roten, brun i mitten och svart vid spetsen. Musen har därför ett brunt utseende. Undersidan är täckt av ljusgrå päls som kan ha en rosa till ljusbrun skugga. Även svansen är uppdelad i en brun ovansida och en vitaktig undersida. Mus callewaerti är allmänt större än nära besläktade arter i samma region.
Arten förekommer i södra Kongo-Kinshasa och kanske i angränsande områden av Angola. Den vistas i regioner som ligger 900 till 1400 meter över havet. Habitatet utgörs av savanner och kanske av skogar.
Som föda dokumenterades frukter och insekter.